# Geneviève Callerot
Geneviève Paule Louise Callerot, geborene Morise (* 6. Mai 1916 in Paris; † 16. Januar 2025 in Saint-Aulaye, Département Dordogne) war eine französische Landwirtin und Schriftstellerin. Während des Zweiten Weltkriegs hat sie zusammen mit ihrem Vater und ihrer Schwester etwa 200 Personen geholfen, aus dem besetzten Gebiet Frankreichs das Gebiet des Vichy-Regimes zu erreichen.
2018 wurde sie im Alter von 102 Jahren mit dem Orden der Ehrenlegion ausgezeichnet.

## Biographie
Geneviève Callerot wurde am 6. Mai 1916 in Paris geboren.
Die Familie von Geneviève Callerot floh am Ende des Ersten Weltkriegs vor dem Beschuss von Paris durch die Paris-Geschütze in den Périgord, wo sie sich in Saint-Aulaye (Dordogne) niederließen. Ihre Eltern erteilten ihr dort Hausunterricht.
Die Demarkationslinie nach dem Waffenstillstand von Compiègne (1940) zwischen der von deutschen Truppen besetzten Zone (zone occupée) und der freien Zone (zone libre) verlief nahe dem Wohnort der Familie. Zusammen mit ihrem Vater und ihrer Schwester begann sie, Personen beim heimlichen Übertritt zwischen Ribérac und Montpon zu helfen. Zwei Jahre halfen sie Juden, Kindern sowie verwundeten Briten und Amerikanern, bis sie im Oktober 1942 verhaftet wurde und drei Wochen in Haft kam.
Nach dem Krieg wurde sie 1956 in Saint-Aulaye Landwirtin, wo sie mit ihrem Mann Jean einen Hof pachtete und bescheiden lebte. In den 1960er Jahren entdeckte ihr  Cousin Jean-Charles ihr schriftstellerisches Talent, das sie in den folgenden Jahrzehnten pflegte und dabei mit Les Cinq Filles du Grand-Barrail 1983 einen Erfolg erzielte.
Am 24. August 2018 wurde ihr vom Senator der Dordogne, Gérard Fayolle, der Orden der Ehrenlegion verliehen, den sie eigentlich ablehnen wollte, dann aber als Ehrung für ihre Eltern annahm. Sie starb am 16. Januar 2025 über drei Monate vor ihrem 109. Geburtstag in Saint-Aulaye.

## Veröffentlichungen
- Les Cinq Filles du Grand-Barrail. Éditions universitaires, Paris 1983, ISBN 2-7113-0239-3 (französisch).
- Treize grains de maïs. Éditions universitaires, Paris 1986, ISBN 2-7113-0342-X (französisch).
- L’étang des Trois-Jules. Publi-fusion, Cahors 1993, ISBN 2-907265-25-3 (französisch).
- Quatre sons de cloche. De Borée, Clermont-Ferrant 2001, ISBN 2-84494-069-2 (französisch).
- La demoiselle du château. Le Grand Livre du mois, Paris 2014, ISBN 978-2-286-11385-8 (französisch).